# Hugo von Frankreich
Hugo Magnus (* 1007; † 17. September 1025) war ein König von Westfranken/Frankreich aus dem Geschlecht der Kapetinger. Er war ein Sohn des Königs Robert II. dem Frommen und der Konstanze von Provence.
Sein lateinischer Beiname Magnus ist kein Hinweis auf (politische) "Größe", sondern war als Cognomen ein Bestandteil seines Namens. Er ist deshalb auch nicht mit seinem Urgroßvater, dem dux Hugo Magnus, zu verwechseln, dessen Cognomen in der Fachliteratur tatsächlich oft mit „der Große“ übersetzt wird. In Unterscheidung zu seinem Großvater, König Hugo Capet, wird er heute gelegentlich auch als Hugo II. bezeichnet, wenngleich in der später einsetzenden französischen Historiographie die Praxis der Nummerierung nur für alleinherrschende Könige angewandt wurde.
Als ältester Königssohn wurde Hugo noch zu Lebzeiten seines Vaters am 9. Juni 1017 als Zehnjähriger in der Abteikirche Saint-Corneille von Compiègne zum König gekrönt. Robert II. bediente sich damit der gleichen Praxis zu dynastischen Herrschaftssicherung wie einst sein Vater Hugo Capet, denn eine dauerhafte Kontinuität der Kapetinger auf dem französischen Königsthron war zu jener Zeit noch längst nicht gesichert. Als „Juniorkönig“ stand Hugo in der tatsächlichen Regierung des Landes zwar hinter seinem Vater zurück, doch wäre er beim Tod des Vaters automatisch in die Position des Alleinherrschers aufgerückt, ohne dass dazu eine weitere Krönung oder gar eine Zustimmung der französischen Großen erforderlich gewesen wäre. Offenbar beanspruchte Hugo dennoch eine Beteiligung an der Regierung und rebellierte gegen den Vater. Er starb allerdings bereits im Alter von achtzehn und wurde am Ort seiner Krönung bestattet.
1027 ließ Robert II. seinen zweiten Sohn, Heinrich I., ebenfalls zu seinem Mitkönig krönen, der 1031 auch die Alleinherrschaft antreten konnte.